# 中村仁威

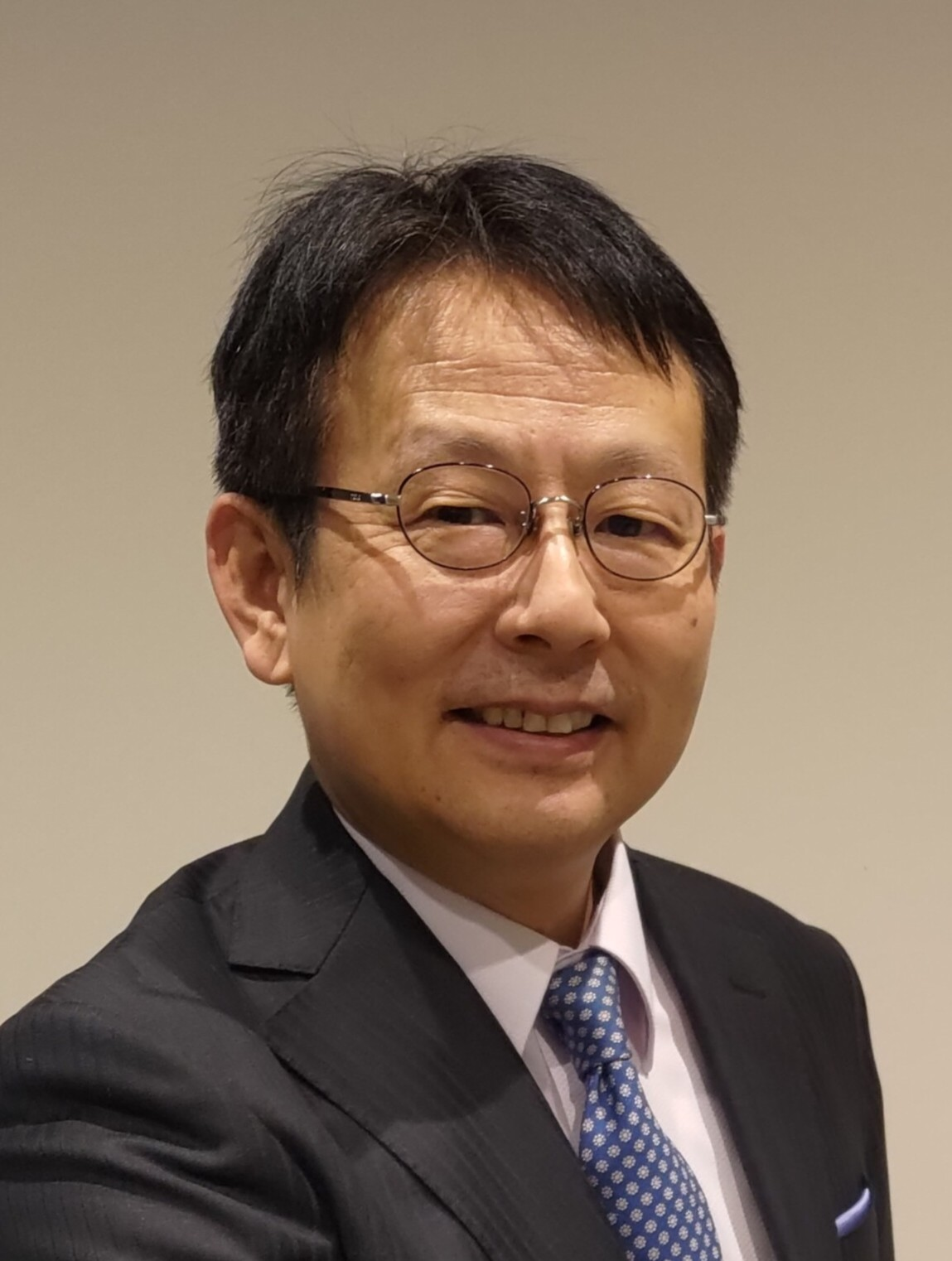
2025年6月11日、日仏軍縮・不拡散協議にて

中村 仁威（なかむら きみたけ、1969年〈昭和44年〉1月3日 - ）は、日本の外交官 兼国際法研究者、博士（法学）。外務省では、国際法局条約課長、在アメリカ合衆国日本国大使館公使等を歴任後、2024年8月から軍縮不拡散・科学部長を務める。早稲田大学大学院法学研究科非常勤講師（国際法特殊講義担当）、ジョージ・ワシントン大学宇宙政策研究所研究員。

## 人物
1992年、早稲田大学政治経済学部経済学科卒、同年、外務省採用。
対米外交と国際法の分野の経歴が長く、日米地位協定の環境補足協定の日本側交渉団長を務めたほか、在アメリカ合衆国大使館公使時代には、経済安保の分野で対議会工作を担当した。外務省課長補佐時代には、外務省改革のために活動し、テレビ朝日「朝まで生テレビ!」にも出演した。岳父は、麻生渡元福岡県知事。

なお、音楽を用いた外交活動にも実績があるほか、映画「チア☆ダン」のモデルとなった福井県立福井商業高校チアダンス部「JETS」のアメリカ公演にも協力した。

また、国際法の研究者としても活動しており、早稲田大学、中央大学での教鞭歴がある。特に宇宙法の専門家として内外で知られており、アメリカ・ワシントンDCにあるジョージ・ワシントン大学エリオット・スクール宇宙政策研究所の研究員として、多くの著作と内外での講演歴を有する。2023年には、国際法協会150周年記念行事としてパリで開かれた学会でアジア唯一の出席者として招待講演を行っている。2024年、日本空法学会からリーゼ賞を授与された。

## 経歴
- 1992年 - 外務省採用
- 2007年 - 国際法局経済条約課首席事務官（社会条約官室首席事務官併任）
- 2009年 - 在アメリカ合衆国日本国大使館 参事官
- 2012年 - 北米局日米安全保障条約課 企画官
- 2013年 - 北米局日米地位協定室長
- 2015年 - 国際協力局政策課長
- 2017年 - 国際法局条約課長
- 2018年 - 在アメリカ合衆国日本国大使館　公使
- 2021年 - 在スペイン王国日本国大使館　公使
- 2022年 - 大臣官房参事官（欧州局併任）（大使）
- 2023年 - 大臣官房審議官（欧州局・軍縮不拡散・科学部併任）（大使）
- 2024年 - 軍縮不拡散・科学部長（大使）

## 著作
- 2020年2月20日「スペースデブリの除去をめぐる国際法上の課題」早稲田大学アジア北米研究所（編）『地域研究としてのアジア学』（DTP出版）ISBN 4862117325
- 2020年3月30日「スペースデブリと宇宙諸条約上の損害責任の制度」早稲田法学95-3
- 2020年6月10日　"Space Debris and Liability Schemes under International Law" (George Washington University).
- 2020年11月6日　"Legal Issues Stemming from Active Removal of Space Debris," (George Washington University).
- 2021年7月19日　"Norm-generating Dynamics in the Space Law Regime,"(George Washington University).
- 2021年7月30日「宇宙法体系の基本的な性格に関する試論:海洋法及び航空法との比較」早稲田法学96-3
- 2021年7月「「宇宙交通管理」が宇宙法体系に提起する課題」岩沢雄司, 岡野正敬編集代表『国際関係と法の支配:小和田恆国際司法裁判所裁判官退任記念』信山社　ISBN 9784797256000
- 2021年12月2日　"Space traffic management for the future," K.-U. Schrogl et al. (eds.) A Research Agenda for Space Policy (Edward Elgar, 2021) ISBN 9781800374737
- 2022年9月6日　"Non-Resident Scholar Kimitake Nakamura Offers Remarks at the Ibero-American Institute of Aeronautics, Space and Commercial Aviation Law," (George Washington University).
- 2023年4月26日『宇宙法の形成』信山社　ISBN 9784797287875
- 2023年6月23日　"Regulación del espacio exterior," La Vanguardia Dossier No. 88.
- 2024年3月30日「EUにおける自由貿易と非貿易的価値との均衡点の模索―今後の国際経済法秩序への影響」国際法研究14
- 2024年8月15日 "Norm Formation in Space Law," Brill, ISBN 978-90-04-70988-1

## 同期
- 池上正喜（23年大臣官房審議官（欧州局担当））
- 石瀬素行（24年国際情報統括官）
- 金井正彰（24年国際法局長）
- 片平聡（23年経済局長）
- 北村俊博（23年大臣官房審議官（中東アフリカ局、中東アフリカ局アフリカ部、国際協力局、地球規外模課題担当））
- 熊谷直樹（24年大臣官房審議官（Ｇ７外相会合、貿易大臣会合準備事務局長、総合外交政策局、領事局担当））
- 高田真里（21年在重慶総領事）
- 中村和彦（24年地球規模課題審議官・22年大臣官房審議官）
- 中村亮（23年アジア大洋州局南部アジア部長）
- 西永知史（23年大臣官房審議官（総合外交政策局担当））
- 原圭一（23年ジブチ大使）
- 別所健一（23年ミュンヘン総領事）
- 宮下匡之（24年儀典長・24年大臣官房審議官（総括担当）兼大臣官房公文書監理官）